# First Step (페이시스의 음반)
| 전문가 평가                              | 전문가 평가 |
| 평가 점수                                | 평가 점수   |
| 출처                                     | 점수        |
| ---------------------------------------- | ----------- |
| AllMusic                                 | [ 3 ]       |
| Christgau's Record Guide                 | C+          |
| MusicHound Rock                          | [ 5 ]       |
| The Rolling Stone Album Guide            | [ 6 ]       |
| The Vinyl District                       | B+          |
| The Virgin Encyclopedia of Popular Music | [ 8 ]       |

《First Step》은 영국의 록 밴드 페이시스의 데뷔 스튜디오 음반으로, 1970년 3월 27일, 워너 브라더스 레코드를 통해 발매되었다. 이 음반은 페이시스가 결성된 지 불과 몇 개월 만에 발매되었으며, 스몰 페이시스 (로니 레인, 케니 존스, 이언 맥라건이 속했던 밴드)와 제프 벡 그룹 (로드 스튜어트와 로니 우드가 속했던 밴드)의 해체 이후 구성된 새로운 밴드의 출발을 알리는 작품이다. 북미 지역에서 발매된 모든 판본과 재발매본에는 밴드명이 스몰 페이시스로 기재되어 있으며, 최초 바이닐 음반의 레코드 라벨에는 제목이 《The First Step》으로 표기되어 있다.
음반 커버에는 로니 우드가 제프리 시슬리의 기념비적인 기타 교본 《First Step: How to Play the Guitar Plectrum Style》을 들고 있는 모습이 담겨 있다.
음반은 1969년 가을, 페이시스가 공식적으로 결성되어 워너 브라더스 레코드와 계약을 맺은 이후에 녹음되었지만, 밴드 멤버들은 그해 5월부터 다양한 조합으로 함께 리허설, 공연, 녹음을 해오고 있었다.
총 러닝타임 46분 22초에 달하는 《First Step》은 페이시스의 스튜디오 음반 중 가장 길며, 현대의 평론가들 사이에서는 유망하지만 산만하고 방향성이 부족한 작품으로 평가받기도 한다. 밴드의 음반 가운데 가장 일관성이 떨어지고 가장 규율이 느슨한 작품으로 여겨지지만, 한편으로는 멤버 각각에게 적어도 한 곡 이상의 작곡 크레디트를 부여하며, 밴드 전체의 재능을 고루 조명한 가장 민주적인 음반으로 평가되기도 한다. 이는 이후 로드 스튜어트와 로니 우드의 작곡 파트너십이 점차 주도권을 잡게 되는 페이시스의 경력 후반과는 대조적인 부분이다. 2015년 8월 28일, 《First Step》은 리마스터 및 확장판 형태로 재발매되었으며, 두 곡의 보너스 트랙이 추가되었다.

## 커버 아트
《First Step》의 사진 촬영은 아티스트 마이크 맥이너니와 그의 아내 케이트의 자택 윌러비 하우스에서 진행되었다. 이들 부부는 로니 레인과 마찬가지로 메헤르 바바의 신봉자였다. 촬영 당시 케이트는 밴드 멤버들에게 메탄올이 섞인 펀치를 대접했으며, 이언 맥라건은 이를 두고 "우린 완전히 취해버렸다... 낮은 탁자 위에서 뛰어다니다가 산산조각을 내고 말았다"고 회상했다.
앞면 커버 아트는 사진가이자 바바의 추종자였던 마틴 쿡이 촬영한 것으로, 로니 우드가 《First Step: How to Play the Guitar Plectrum Style》이라는 책을 들고 있는 모습이 담겨 있다. 전기 작가 테리 롤링스는 이 책이 대중이 제프 벡 그룹 활동을 통해 우드를 단지 베이시스트로 인식했던 점을 상징한다고 해석한다.
맥라건과 레인은 미키 마우스 인형을 들고 있는 모습으로 등장하는데, 맥라건은 "그 인형을 우리가 가져간 건 기억이 나지 않는다... 아마도 그 인형은 마이크와 케이트의 집에 원래 있었던 것 같다. 하지만 로니 레인이 미키 마우스 티셔츠를 입고 있는 걸 보면 어쩌면 그 인형들이 그의 것이었을지도 모른다"고 말했다.
흑백으로 구성된 음반의 게이트폴드 사진은 정원에서 촬영된 것으로, 밴드 멤버들이 각자의 악기를 연주하는 척하고 있는 모습이 담겨 있다. 단, 로니 레인만은 연주에 참여하지 않고 손을 주머니에 넣은 채 멍하니 서 있는 모습으로 나타난다.

## 곡 목록
모든 곡들은 특별한 언급이 없는 한 로드 스튜어트에 의해 작사/작곡하였다.
| #  | 제목                       | 작사·작곡           | 재생 시간 |
| -- | -------------------------- | ------------------- | --------- |
| 1. | 〈Wicked Messenger〉       | 밥 딜런             | 4:00      |
| 2. | 〈Devotion〉               | 로니 레인           | 4:48      |
| 3. | 〈Shake, Shudder, Shiver〉 | 레인, 로니 우드     | 3:09      |
| 4. | 〈Stone〉                  | 레인                | 5:33      |
| 5. | 〈Around the Plynth〉      | 로드 스튜어트, 우드 | 5:45      |

| #  | 제목                                | 작사·작곡              | 재생 시간 |
| -- | ----------------------------------- | ---------------------- | --------- |
| 1. | 〈Flying〉                          | 레인, 스튜어트, 우드   | 4:10      |
| 2. | 〈Pineapple and the Monkey〉 (기악) | 우드                   | 4:23      |
| 3. | 〈Nobody Knows〉                    | 레인, 우드             | 4:05      |
| 4. | 〈Looking Out the Window〉 (기악)   | 케니 존스, 이언 맥라건 | 5:00      |
| 5. | 〈Three Button Hand Me Down〉       | 맥라건, 스튜어트       | 5:30      |